# Trịnh Thị Ngọc Trúc
Trịnh Thị Ngọc Trúc (1595 - 1660, chữ Hán: 鄭氏玉竹) còn được biết đến là Lê Thần Tông Trịnh hoàng hậu (黎神宗鄭皇后), là một Hoàng hậu của nhà Lê trung hưng, vợ của Lê Thần Tông trong lịch sử Việt Nam.
Đương thời, bà nổi tiếng là một người uyên bác và sùng đạo, thường chú tâm nghiên cứu bộ Kim cang, sùng đạo Phật, được dân chúng xưng tụng là Bà chúa Kim Cương.

## Cuộc đời
Theo sách Kim toả thực lục, Trịnh vương ngọc phả ghi thì bà Trịnh Thị Ngọc Trúc là con gái thứ của Thanh Đô vương Trịnh Tráng và Chính phi Nguyễn Thị Ngọc Tú, con gái chúa Nguyễn Hoàng.
Tương truyền, bà thông minh từ nhỏ, rất hiếu học. Mới 9, 10 tuổi đã đọc thông, viết thạo cả chữ Hán lẫn chữ Nôm, đọc làu kinh sử, giỏi văn thơ, sùng đạo Phật, chú tâm kinh kệ, miệt mài nghiên cứu bộ Kim cang. Bà có dáng người thanh tú, dịu hiền. Bản tính hoà nhã càng tôn vẻ đẹp sẵn có của bà. Trong phủ chúa, ai nấy đều kính nể.
Có thời bà đã đảnh lễ qui y tại Ninh Phúc tự còn gọi là chùa Bút Tháp tại xã Đình Tổ huyện Thuận Thành, Kinh Bắc. Bà chúa được thiền sư Chuyết Chuyết ban cho bà pháp danh là Pháp Tánh (法性). Từ đó bà vừa tu luyện vừa được dịp học hỏi nghiên cứu sâu xa thêm về kinh điển của nhà Phật. Song thân thì thường chiếu ý cho bà dành thời gian miệt mài bút nghiên, nên việc hôn phối đối với bà hơi muộn. Sau đó, bà kết hôn với Cường quận công Lê Trụ, thuộc dòng hoàng tộc Lê triều. Sau vì ông phạm tội nặng, bị giam ngục rồi mất.

## Hoàng hậu nhà Lê
Đến năm bà 36 tuổi (1630), chúa Trịnh Tráng lại gả bà cho Lê Thần Tông, được tấn phong làm Hoàng hậu. Lê Thần Tông khi lấy bà Ngọc Trúc, cả triều đình đều can, thì ông gạt đi và nói: "Đã trót rồi, lấy gượng vậy." (Theo Đại Việt sử ký toàn thư).
Đương thời, bà là bạn thơ với Trạng nguyên lễ sư Nguyễn Thị Duệ, sử chép rằng hai bà thường cùng bàn luận về thơ văn, Phật Pháp trong khắp các chùa chiền vùng Kinh Bắc lúc bấy giờ. Thời điểm chùa Ninh Phúc tổ chức khuyến hoá thập phương để trùng tu tôn tạo, dịp này bà hoàng hậu Trịnh Thị Ngọc Trúc đã đóng góp công đức rất nhiều. Hưởng ứng việc làm với bà, cả nhà vua và công chúa cũng hiến ruộng (tư điền) vào chùa làm công quả.
Năm Phúc Thái thứ nhất (1643), Lê Thần Tông thiện nhượng cho Lê Chân Tông. Thần Tông được tôn làm Thái thượng hoàng, còn bà trở thành Hoàng thái hậu. Bà không có người con nào với Thần Tông, chỉ có người con gái với quận công Lê Trụ là Lê Thị Ngọc Duyên, được ban phong hiệu Công chúa, cũng là người giỏi văn thơ chữ nghĩa.
Sau khi Thần Tông thiện vị, Trịnh Thái hậu cùng Công chúa đến tu và ở hẳn chùa Bút Tháp, bà lấy pháp hiệu Diệu Viên (妙垣), còn Công chúa có pháp danh Diệu Tuệ (妙慧).
Năm Vĩnh Thọ thứ 3 (1660), Diệu Viên viên tịch tại đây chùa Bút Tháp, bà thọ 65 tuổi.

## Thờ tự
Khi Diệu Viên tạ thế, chùa Ninh Phúc đặt ngai vị thờ bà. Đặc biệt ở chùa Mật (Thanh Hoá), có thờ pho tượng sơn son thếp vàng, tạc chân dung bà đang toạ thiền rất uy nghi thanh thoát.
Năm 1992, pho tượng bà Trịnh Thị Ngọc Trúc đã được chuyển về Bảo tàng mỹ thuật Việt Nam (Hà Nội) đặt trong tủ kính trưng bày vì đây là pho tượng rất đặc sắc về nghệ thuật điêu khắc thời Lê-Trịnh. Pho tượng này được công nhận là bảo vật quốc gia năm 2013.